# Kwilu
A Kwilu folyó a Kongói Demokratikus Köztársaság vízgyűjtő medencéjének egyik fontos vízelvezető folyója. A folyó az angolai Lunda-hátságban ered, a Kasai folyóba ömlik, mely később a Kongóba torkollik. A folyó által érintett fontosabb városok a torkolattól kezdve: Bagata, Bulungu, Kikwit, Gungu. A folyó fontos kereskedelmi útvonal, Kikwitig hajózható. 

## Külső hivatkozások
- A Kongói Demokratikus Köztársaság térképe Archiválva 2006. március 8-i dátummal a Wayback Machine-ben